# Цукшвердт, Александр Эдуардович
Цукшвердт Александр Эдуардович (27 июня 1894, Санкт-Петербург, Российская империя — 6 октября 1980, Ленинград, СССР) — военный инженер-кораблестроитель, доктор технических наук (1946), профессор (1947), кавалер ордена Ленина, двух орденов Красного Знамени, ордена Трудового Красного Знамени, медали "ХХ лет РККА", медали "За Победу над Германией",  инженер-капитан 1-го ранга, специалист в области корабельной архитектуры, проектирования и строительства надводных кораблей, педагог.

## Биография
Родился 27 июня 1894 года в дачном пригороде Санкт-Петербурга поселке Шувалово. Отец Эдуард Александрович Цукшвердт был музыкантом, слепым от рождения. В 1911 году Александр Цукшвердт с отличием окончил Реальное училище и в тот же год поступил на кораблестроительное отделение Санкт-Петербургского политехнического института. В 1917 году, после окончания теоретического курса ППИ, Цукшвердт поступает на Курсы гардемарин флота, после их завершения получает назначение  на линкор "Полтава" Балтийского флота  . В 1918 году с началом Гражданской войны назначается флагманским корабельным инженером и начальником  отдела штаба Волжской, затем Волжско-Каспийской военной флотилии, принимает участие в боевых действиях на Волге и Каме. В 1919 году защищает  диплом Петроградского политехнического института и получает звание морского инженера.В 1920 году получает назначение в Главное морское техническо-хозяйственное управление РККФ в Петрограде в должности производителя работ по кораблестроительной части и помощника начальника отделения постройки и ремонта легких крейсеров и миноносцев. Без отрыва от службы в 1920 году поступает и в 1924 году с отличием (с занесением на мраморную доску) оканчивает кораблестроительный отдел  Военно-морской академии. С 1924 по 1938 годы работает в комиссии по наблюдению за проектированием, постройкой, ремонтом и приемкой кораблей (Комнаб) в качестве члена комиссии, старшего члена комиссии, старшего приёмщика и старшего военпреда. За эти годы под контролем и при непосредственном участии А.Э.Цукшвердта было спроектировано, построено и отремонтировано 95 (девяносто пять) боевых кораблей ВМС РККА. в том числе  29 эскадренных миноносцев.
14.07.1938 года старший военпред Управления кораблестроения Наркомата ВМФ, военинженер 1-го ранга Цукшвердт был арестован по обвинению в участии в антисоветском  заговоре и шпионаже в пользу Германии. Постановлением военного прокурора Балтфлота от 21.03.1940 года дело прекращено за недоказанностью. После освобождения Цукшвердт был восстановлен на флоте и получил назначение на кафедру "Проектирование корабля" в Военно-морскую академию . Ему было присвоено воинское звание инженер-капитан 1-го ранга. Во время Великой Отечественной войны А. Э. Цукшвердт был занят подготовкой офицеров для флота, награжден многими орденами и медалями СССР.
В 1946 году он защитил докторскую диссертацию и на следующий год стал профессором и начальником кафедры "Проектирование корабля" Военно-морской академии.  После окончания военно-морской службы (1955) много лет занимался подготовкой высококвалифицированных специалистов для ВМФ и судостроительной промышленности, в том числе  кандидатов и докторов наук. За всё время своей деятельности Александр Эдуардович написал и опубликовал более ста научных работ, статей, учебников и учебных пособий.

## Основные труды
1. Перевод и редактирование. Г.Эверс. Военное кораблестроение. 1935, ОНТИ. 524с.
2. Корабельная архитектура. Конструкция корпуса надводных военных кораблей. М. ВМ издательство НК ВМФ Союза ССР, 1943, 324с
3. Трансформированное подобие и опыт его применения в кораблестроительных расчета.1948, Судпромгиз, Труды ВНИТОСС, т.V, вып. 4, 30с.
4. Курс корабельной архитектуры.1957, ВМ издательство ВМ Министерство Союза ССР. 399с.

## Награды
- Орден Ленина (1945)
- Два ордена Красного Знамени (1944, 1947)
- Орден Трудового Красного Знамени (1945)
- Ряд медалей СССР